# Strimmig myrfågel
Strimmig myrfågel (Drymophila devillei) är en fågel i familjen myrfåglar inom ordningen tättingar.

## Utbredning och systematik
Strimmig myrfågel delas in i två underarter:
- Drymophila devillei devillei – förekommer i södra och centrala Colombia till östra Peru, norra Bolivia, sydvästra Amazonområdet i Brasilien
- Drymophila devillei subochracea – förekommer i södra och centrala Amazonområdet i Brasilien och nordöstra Bolivia (nordöstra Santa Cruz)

## Status och hot
Arten har ett stort utbredningsområde, men tros minska i antal, dock inte tillräckligt kraftigt för att den ska betraktas som hotad. Internationella naturvårdsunionen IUCN listar arten som livskraftig (LC).